# Ermedàs (Palafrugell)
Ermedàs es una entidad de población española del municipio de Palafrugell, perteneciente a la provincia de Gerona, en la comunidad autónoma de Cataluña.

## Toponimia
El nombre del lugar puede encontrarse mencionado con las grafías Armadas y Ermedàs.

## Historia
A mediados del siglo XIX, el lugar, un vecindario de la villa de Palafrugell, tenía contabilizada una población de 127 habitantes. Aparece descrito en el segundo volumen del Diccionario geográfico-estadístico-histórico de España y sus posesiones de Ultramar de Pascual Madoz de la siguiente manera:

ARMADAS: vecindario de la v. de Palafurgel, (1/2 leg.), en la prov. y dióc. de Gerona (4), part. jud. de la Bisbal (2 1/2), aud. terr. y c. g. de Barcelona (18 1/2): sit. á las inmediaciones del mar, tiene en su centro un santuario bajo la advocacion de San Ramon: su terreno en parte llano, y en parte montuoso es feraz: prod. trigo y corcho: pobl. 20 vec., 127 alm.: corresponde á la jurisd. y térm. de Palafurgell (V.).
(Madoz, 1845, p. 570)

En 2023 la entidad singular de población de Ermedàs tenía empadronados 44 habitantes.

## Patrimonio
En el lugar hay un santuario bajo la advocación de San Ramón.